# 16623 Muenzel
16623 Muenzel este un asteroid din centura principală de asteroizi.

## Descriere
16623 Muenzel este un asteroid din centura principală de asteroizi. A fost descoperit pe 14 aprilie 1993 la Observatorul La Silla de Henri Debehogne. Asteroidul prezintă o orbită caracterizată de o semiaxă mare de 3,16 ua, o excentricitate de 0,15 și o înclinație de 4,2° în raport cu ecliptica.